# Língua de Sinais de Martha's Vineyard

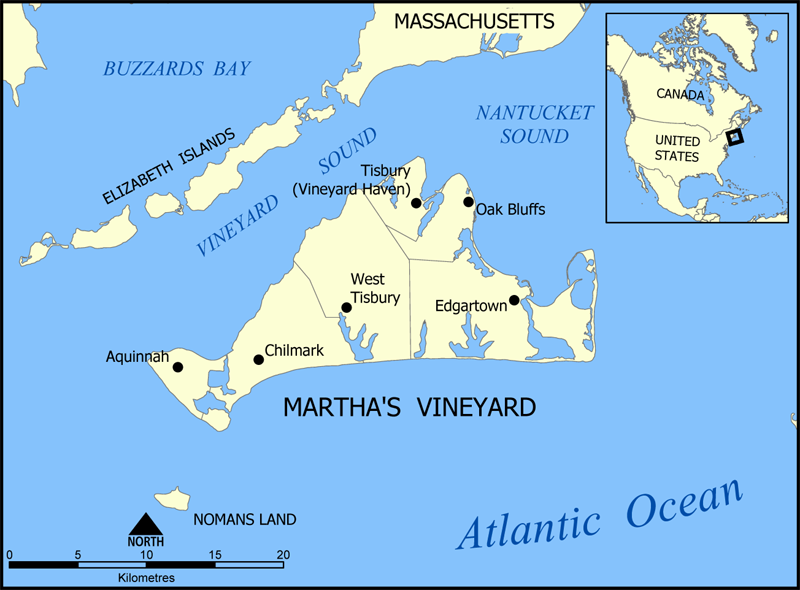
Martha's Vineyard

Língua de sinais de Martha's Vineyard (Martha's Vineyard Sign Language, ou MVSL) é uma língua de sinais outrora amplamente usada pela comunidade surda na ilha de Martha's Vineyard, na costa de Massachusetts, EUA, desde os inícios do século XVIII até ao ano de 1952. O seu uso é notável, pois não apenas servia a comunidade surda, mas também pessoas ouvintes da comunidade. Assim sendo, naquele local, a surdez não se tornou uma barreira, para os surdos, quanto à sua participação na vida pública e social. A língua de sinais de Martha's Vineyard é ainda notável pelo seu papel no desenvolvimento da Língua de Sinais Americana.
Esta língua prosperou, em Martha's Vineyard devido à alta percentagem de surdez, nos habitantes da ilha. Em 1854, quando a taxa de surdez na ilha atingiu o seu pico, a taxa nacional de surdez nos EUA era de 1 para 5728, enquanto que em Martha's Vineyard era de 1 para 155. Na cidade de Chilmark, que tinha a maior concentração de pessoas surdas da ilha, a taxa era de 1 para 25; numa localidade de Chilmark chamada Squibnocket, quase um quarto da sua pequena população de 60 pessoas, era surdo.
Era comum pessoas ouvintes usarem a língua de sinais, no seu quotidiano, mesmo quando não havia pessoas surdas presentes: crianças gestualizavam nas costas de um professor; adultos sinalizavam; agricultores comunicavam em sinais com os seus filhos, que se encontravam na outra ponta de um grande campo.

## Origens
Os ancestrais da maioria da população surda de Vineyard remetem-se a uma área flrestal de Inglaterra chamada de Weald — mais especificamente à parte do condado de Kent. A Língua de sinais de Martha's Vineyard possivelmente descende de uma suposta língua de sinais daquela área, no século XVI, agora denominada Antiga Língua de Sinais de Kent. Algumas famílias de uma comunidade puritana de Kent, emigraram para área de Massachusetts Bay Colony, nos EUA, nos inícios do século XVII, e muitos dos seus descendentes, mais tarde, fixaram residência em Martha's Vineyard. A primeira pessoa surda que se fixou ali, de que se tenha conhecimento, foi Jonathan Lambert, um carpinteiro e agricultor, que se mudou para lá, junto de sua esposa ouvinte, em 1694. Por volta de 1710, a migração cessou, e a comunidade endógama que surgiu, possuía altas taxas de surdez hereditária, que persistiu durante cerca de 200 anos.
Em meados do século XVIII, já existia uma Língua de Sinais de Chilmark, que foi, mais tarde (no século IXX) influenciada pela Língua de sinais francesa, dando origem à Língua de sinais de Martha's Vineyard (séculos IXX e XX). De finais do século XVIII até aos inícios do século XX, quase todas as pessoas estavam genealogicamente ligadas à língua de sinais local.
Em meados do século XVIII, já existe uma there was a distinct Língua de Sinais de Chilmark, que foi, mais tarde (no século IXX) influenciada pela Língua de sinais francesa, dando origem à Língua de sinais de Martha's Vineyard (séculos IXX e XX). De finais do século XVIII até aos inícios do século XX, quase todas as pessoas estavam genealogicamente ligadas à língua de sinais local.

## Migração surda para o continente
Nos inícios do século IXX, iniciou-se uma nova filosofia educacional, no continente, e a primeira escola para surdos abriu em 1817 em Hartford (agora chama de American School for the Deaf). Muitas das crianças surdas de Martha's Vineyard foram para o continente, para frequentar esta escola, levando consigo a sua língua de sinais. No entanto, a língua dos professores era a Língua de sinais francesa, enquanto muitos outros surdos usavam os seus próprios sinais familiares. Esta escola tornou-se conhecida como o berço da Comunidade Surda dos EUA, e os diferentes sistemas de sinais lá usados, incluindo a MVSL, fundiram-se, acabando por formar a Língua de sinais americana ou ASL — agora, a maior língua de sinais dos EUA.
À medida que mais pessoas surdas iam fincando no continente, e os que regressavam levavam com eles cônjuges surdos que haviam conhecido no continente (cuja surdez pode não ter surgido por hereditariedade), a linha de surdez hereditária começou a diminuir. Com a entrada no século XX, a anteriormente isolada comunidade de pescadores e agricultores começou a ver um aumento no turismo, que viria a influenciar a economia local. Os empregos no turismo deixavam de lado os surdos (ao contrário das antigas profissões de agricultor e pescador). Posteriormente, os casamentos entre nativos e imigrantes fizeram com que os habitantes da ilha ficassem mais ligados ao continente, refletindo-se isso culturalmente.
A última pessoa nascida e criada segundo a tradição gestual da ilha foi Katie West, que faleceu em 1952. No entanto, alguns residentes mais velhos da ilha ainda são capazes de se lembrar da MVSL, conforme provou uma recente pesquisa sobre como a ASL começou. De fato, quando Oliver Sacks visitou a ilha, depois de ler o livro de Groce, notou que um grupo de seniores comunicava numa língua de sinais diferente, entre si, e posteriormente voltava a conversar normalmente.